# Araneus pratensis
Araneus pratensis là một loài nhện trong họ Araneidae.
Loài này thuộc chi Araneus. Araneus pratensis được James Henry Emerton miêu tả năm 1884.